# 사북중학교
사북중학교(舍北中學校)는 대한민국 강원특별자치도 정선군 사북읍 사북리에 있는 공립 중학교이다.

## 학교 연혁
- 1966년 12월 31일 : 2학급 설립인가
- 1967년 5월 6일 : 개교
- 1984년 1월 20일 : 30학급 증설 인가
- 1985년 4월 11일 : 특수학급 1학급 설치운영
- 1986년 3월 11일 : 사북여중 분리(1학년 5학급)
- 1998년 3월 1일 : 6학급 인가
- 2010년 3월 1일 : 사북중/사북여중 학교 통폐합
- 2024년 3월 1일 : 제27대 임흥수 교장 부임
- 2025년 1월 2일 : 제56회 졸업식(36명, 총 누계 8,867명)
- 2025년 3월 4일 : 신입생 53명 입학

## 참고 자료
- 사북중학교 - 한국교육학술정보원 학교알리미